# Typ Bielik
Der Typ Bielik ist ein Fährschiffstyp der polnischen Reederei Żegluga Świnoujska. Von dem Typ wurden Ende der 1990er-Jahre vier Einheiten für den Fährverkehr in Świnoujście gebaut.

## Geschichte
Die Fähren wurden auf der Werft Szczecińska Stocznia Remontowa „Gryfia“ in Stettin gebaut und zwischen Januar 1998 und Juli 1999 abgeliefert. Der Schiffstyp wurde als Projekt MD161 vom Schiffsarchitekturbüro Midcon Designer in Stettin entworfen.
Die Fähren verkehren auf einer etwa 350 Meter langen Fährverbindung über die Swine in Świnoujście. Sie verbinden den im Osten der Insel Usedom liegenden Teil der Stadt mit dem auf der Insel Wolin liegenden Stadtteil Warszów. Auf der Insel Wolin beginnt am Fähranleger die Droga krajowa 3. Die Fährpassage dauert circa acht Minuten. Die Fähren verkehren rund um die Uhr. Zwischen 4 Uhr und 22 Uhr dürfen die Fähren nur von in Świnoujście zugelassenen Fahrzeugen und bestimmten anderen Fahrzeugen genutzt werden. In der übrigen Zeit können die Fähren auch von anderen Fahrzeugen genutzt werden.

## Beschreibung
Die Fähren werden dieselmechanisch angetrieben. Sie sind mit einem Caterpillar-Dieselmotor des Typs 3508 DITA mit 750 kW Leistung ausgestattet.
Für die Stromerzeugung stehen zwei von Dieselmotoren mit 128 kW Leitung angetriebene Generatoren zur Verfügung.
Die Fähren verfügen über ein durchlaufendes Fahrzeugdeck mit vier Fahrspuren sowie einen davon getrennten Bereich für die Beförderung von Fahrrädern und motorisierten Zweirädern. Das Fahrzeugdeck ist über herunterklappbare Rampen an beiden Enden zugänglich. Auf dem Hauptdeck befinden sich seitlich Aufenthaltsräume für die Passagiere sowie darüber liegende, offene Decksbereiche. Das Fahrzeugdeck ist in der Mitte von der Brücke überbaut. Die nutzbare Durchfahrtshöhe beträgt auf den mittleren beiden Fahrspuren 4,6 m. Die nutzbare Durchfahrtshöhe der beiden seitlichen Fahrspuren ist geringer. Die Fähren können Fahrzeuge bis zu einem zulässigen Gesamtgewicht von 3 t befördern.
Der Rumpf der Fähren ist eisverstärkt.

## Schiffe
| Typ Bielik | Typ Bielik | Typ Bielik    |
| Bauname    | IMO-Nummer | Ablieferung   |
| ---------- | ---------- | ------------- |
| Bielik I   | 9187980    | Januar 1998   |
| Bielik II  | 9187992    | Mai 1998      |
| Bielik III | 9188001    | November 1998 |
| Bielik IV  | 9212149    | Juli 1999     |

Die Schiffe fahren unter der Flagge Polens. Heimathafen ist Świnoujście.